# Střevní motolice

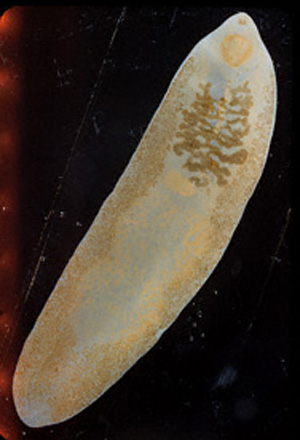
Dospělec motolice Fasciolopsis buski

Střevní motolice je fylogeneticky nesourodá skupina motolic, jež parazitují ve střevech definitivního hostitele. Uvádí se, že více než 70 druhů střevních motolic může parazitovat u člověka. Střevní motolice u lidí jsou morfologicky různorodí paraziti s různými vývojovými cykly. Společným rysem této skupiny parazitů je fakt, že první mezihostitel je vždy plž a člověk se nakazí perorálně pozřením finálních larválních stádií. Jedná se tedy o alimentární infekci. Zdrojem infekce pro člověka mohou být rostliny kontaminované metacerkáriemi (Fasciolopsis buski) nebo konzumace tepelně neupravených ryb (Metagonimus spp., Haplorchis spp.) korýšů či jiných sladkovodních organismů. Infekce člověka závisí většinou na infekční dávce a může být bez příznaků nebo jen s mírnými nespecifikovanými střevními obtížemi. Silné infekce mohou vést k podvýživě či ulceraci střevní sliznice.

## Druhy střevních motolic u člověka
- Echinostoma spp.
- Fasciolopsis buski
- Gymnophalloides seoi
- Haplorchis spp.
- Heterophyes spp.
- Metagonimus spp.